# Amphoe Na Yia
Amphoe Na Yia (Thai: อำเภอ นาเยีย) ist ein Landkreis (Amphoe – Verwaltungs-Distrikt) in der Provinz Ubon Ratchathani. Die Provinz Ubon Ratchathani liegt in der Nordostregion von Thailand, dem so genannten Isan.

## Geographie
Benachbarte Landkreise (von Norden im Uhrzeigersinn): die Amphoe Sawang Wirawong, Phibun Mangsahan, Det Udom und Warin Chamrap der Provinz Ubon Ratchathani.

## Geschichte
Na Yia wurde am 31. Mai 1993 zunächst als „Zweigkreis“ (King Amphoe) eingerichtet, indem das Gebiet vom Amphoe Det Udom abgetrennt wurde.
Am 15. Mai 2007 hatte die thailändische Regierung beschlossen, alle 81 King Amphoe in den einfachen Amphoe-Status zu erheben, um die Verwaltung zu vereinheitlichen.
Mit der Veröffentlichung in der Royal Gazette „Issue 124 chapter 46“ vom 24. August 2007 trat dieser Beschluss offiziell in Kraft.

## Verwaltungseinheiten
Provinzverwaltung
Der Landkreis Na Yia ist in drei Tambon („Unterbezirke“ oder „Gemeinden“) eingeteilt, die sich weiter in 35 Muban („Dörfer“) unterteilen.
| Nr. | Name      | Thai   | Muban | Einw.  |
| --- | --------- | ------ | ----- | ------ |
| 1.  | Na Yia    | นาเยีย  | 13    | 12.326 |
| 2.  | Na Di     | นาดี    | 13    | 07.577 |
| 3.  | Na Rueang | นาเรือง | 09    | 06.527 |

Lokalverwaltung
Es gibt drei Kommunen mit „Kleinstadt“-Status (Thesaban Tambon) im Landkreis:
- Na Chan (Thai: เทศบาลตำบลนาจาน) besteht aus Teilen des Tambon Na Yia.
- Na Rueang (Thai: เทศบาลตำบลนาเรือง) besteht aus dem gesamten Tambon Na Rueang.
- Na Yia (Thai: เทศบาลตำบลนาเยีย) besteht aus den übrigen Teilen des Tambon Na Yia.

Außerdem gibt es eine „Tambon-Verwaltungsorganisation“ (องค์การบริหารส่วนตำบล – Tambon Administrative Organization, TAO):
- Na Di (Thai: องค์การบริหารส่วนตำบลนาดี)